# Neuilly-en-Thelle
Neuilly-en-Thelle è un comune francese di 3 187 abitanti situato nel dipartimento dell'Oise della regione dell'Alta Francia.

## Società

### Evoluzione demografica
Abitanti censiti